# Faune de l'Algérie
 (avril 2017).
La faune d'Algérie regroupe un certain nombre d'espèces animales. Il y a plusieurs parcs protégés en Algérie dont Chréa, Parc national de Belzma, Parc national de l’Ahaggar, nb d ' espece : 999913200 Parc national de Chréa, Parc national de Theniet El Had, Parc culturel du Tassili, Parc national de Gouraya, Parc national du Djurdjura, le parc national d'El kala. Aussi, le pays abrite d’énorme variété d'espèces animales et végétales.
L'Algérie compte 107 espèces de mammifères dont 47 sont protégées et 30 menacées de disparition. Elle dénombre aussi 336 oiseaux dont 107 sont protégés,.

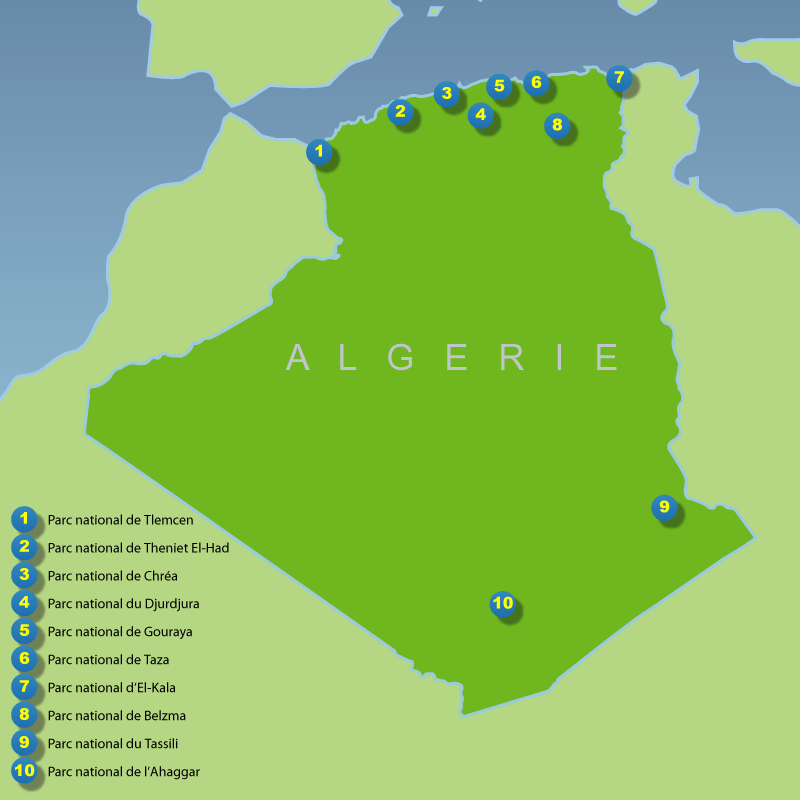
Cartographie des parcs.

Le Sud algérien abrite une faune composée pour l'essentiel de  fennecs, gazelles, gerboises, chats des sables, guépards, porcs-épics et lézards. Sur les hauteurs, dans les escarpements du Hoggar, on peut retrouver le mouflon à manchette et également le Lycaon Saharien (Lycaon pictus saharicus). Au Nord du pays, les campagnes sont peuplées de hyènes rayées, de léopards, de renards, de belettes, de chats sauvages, de lièvres, de chacals et de sangliers. Le singe macaque préfère quant à lui les zones forestières. En hiver, l'Algérie devient la terre d'accueil de certains oiseaux migrateurs européens. Les cigognes blanches (Ciconia ciconia) d'Europe hivernent en Algérie sous l’effet des facteurs climatiques . L'Algérie compte aussi une espèce d'oiseaux endémique, la Sittelle kabyle (Sitta ledanti). Enfin, les animaux que l'on croise le plus souvent en Algérie sont le dromadaire, localement appelé baâir (bétail ) ou maheri, le mouton, la chèvre et le cheval.
Il existe au sud un lézard appelé poisson de sable dont le nom est Cherchmana, il vit au Sahara.

## Oiseaux
La région de la wilaya d'Alger recèle un large éventail de diversité ornithologique. On y retrouve des oiseaux sédentaires (résidents) tels que le moineau et le chardonneret et elle est visitée saisonnièrement par des oiseaux migrateurs comme la cigogne blanche, l'étourneau sansonnet et la grive.

### Oiseaux sédentaires

#### Mouette rieuse

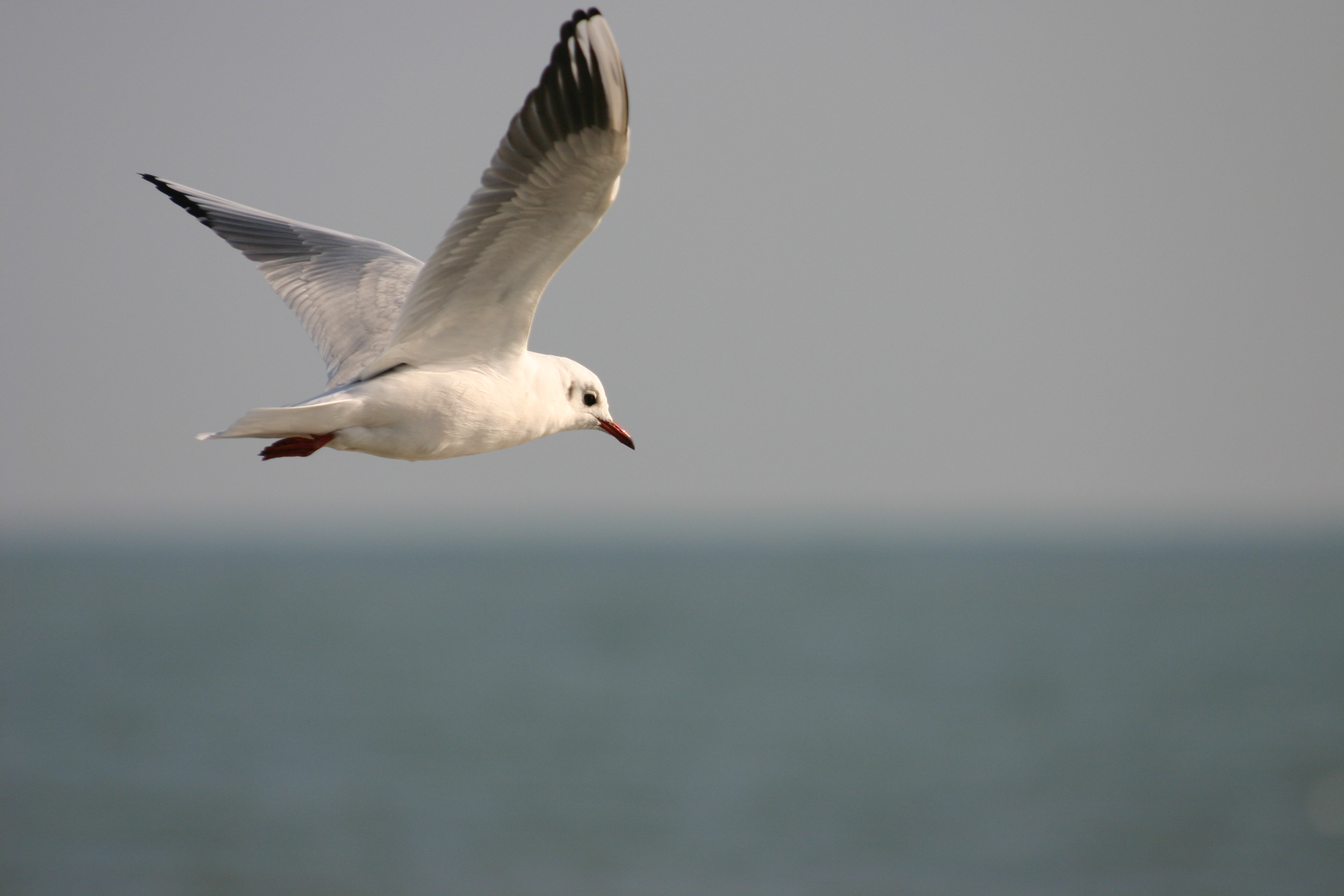
Mouette rieuse (Tchouthchou Malèhe تشوتشو مالح).

Le littoral de la wilaya d'Alger est peuplé de mouettes qui sont des oiseaux côtiers blanc et gris au cri aigu caractéristique.
Cette mouette y est appelée "Tchouthchou Malèhe تشوتشو مالح", comme dans beaucoup de régions côtières de l'Algérie.
On ne peut prétendre connaître Alger — en arabe « El Djazaïr » (les Iles ) - dont l’histoire remonte à l’époque phénicienne, si on oublie qu'elle portait le nom d’Icosium - « l’Ile aux Mouettes ».
La mouette rieuse mène une vie grégaire tout au long de l'année sur la côte algéroise. En effet, de très importants rassemblements peuvent compter, selon les sites et les circonstances, plusieurs centaines d'oiseaux.
La mouette rieuse ne se nourrit pas uniquement en milieu aquatique. Son régime alimentaire est à base de petits animaux invertébrés aquatiques ou terrestres comme les larves et les arthropodes.

#### Goéland leucophée

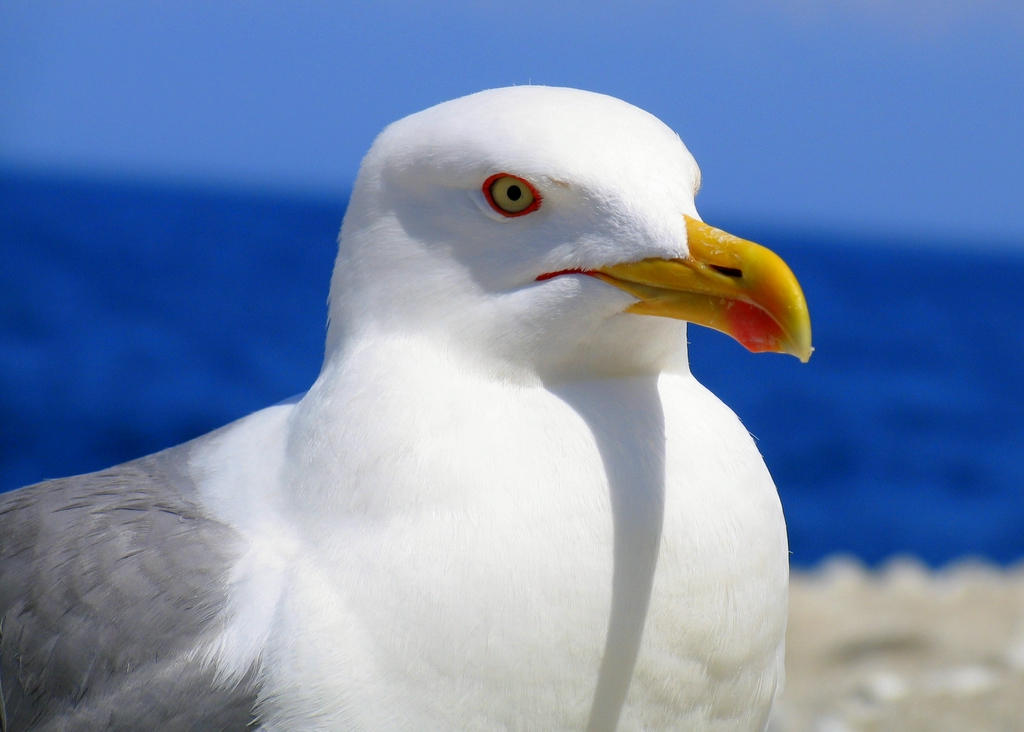
Goéland leucophée (Larus michahellis) (Naouresse نورس).

Le littoral de la baie d'Alger est peuplé de goélands leucophée (Larus michahellis), des oiseaux côtiers blanc et gris au cri aigu caractéristique.
Ce goéland leucophée y est appelé "Naouresse نورس", comme dans beaucoup de régions côtières d'Algérie.
Il est de taille moyenne, à manteau gris et pattes jaunes et est considéré comme une sous-espèce du Goéland pontique (Larus cachinnans).

#### Cormoran huppé

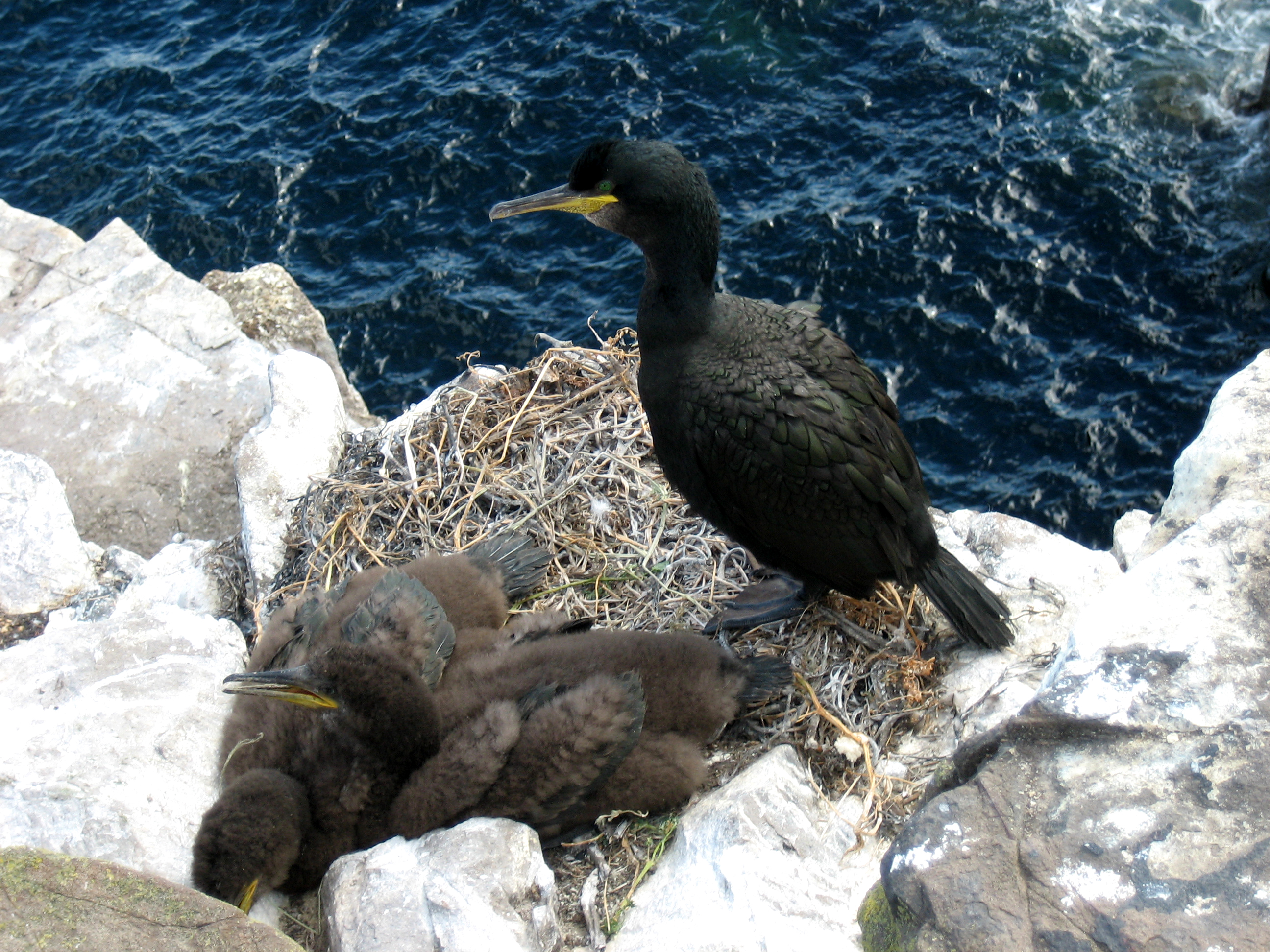
Cormoran huppé (Phalacrocorax aristotelis) ("Ghrabe El Ma غراب الماء").

Le littoral est peuplé de cormorans huppés, qui y sont appelés "Ghrabe El Ma غراب الماء", comme dans beaucoup de régions côtières de l'Algérie.
Le cormoran huppé est une espèce strictement zoophage : de nombreuses espèces de poissons et d'invertébrés marins figurent à son régime alimentaire. Du point de vue quantitatif, il est toutefois presque exclusivement piscivore.

#### Canards
Le littoral est peuplé de plusieurs espèces de canards, notamment le canard colvert, le canard milouin et le canard souchet.
Le canard y est appelé "Batta بطة", comme dans beaucoup de régions côtières de l'Algérie.

#### Passereaux

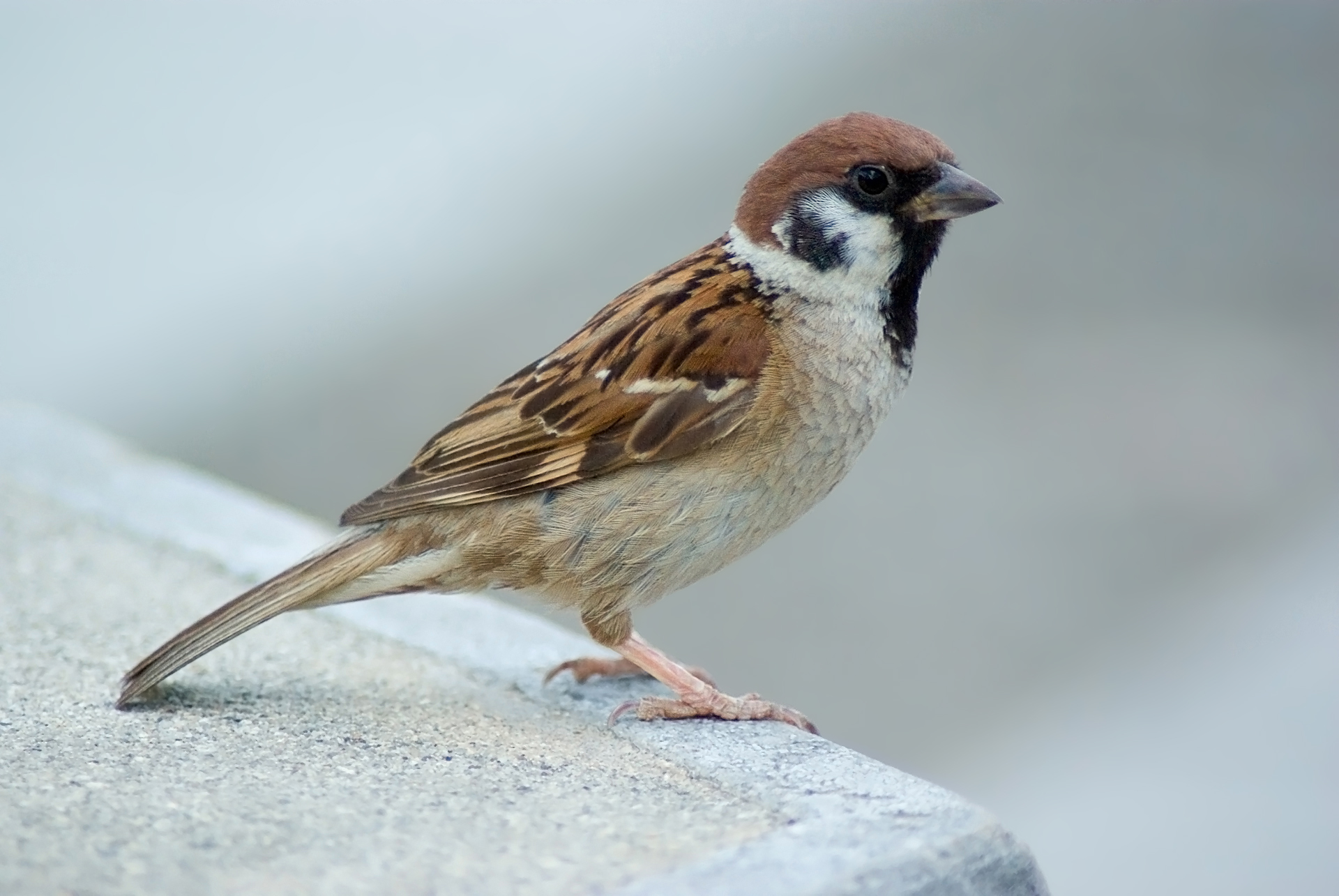
Moineau (Zaouèche زاوش) mâle.

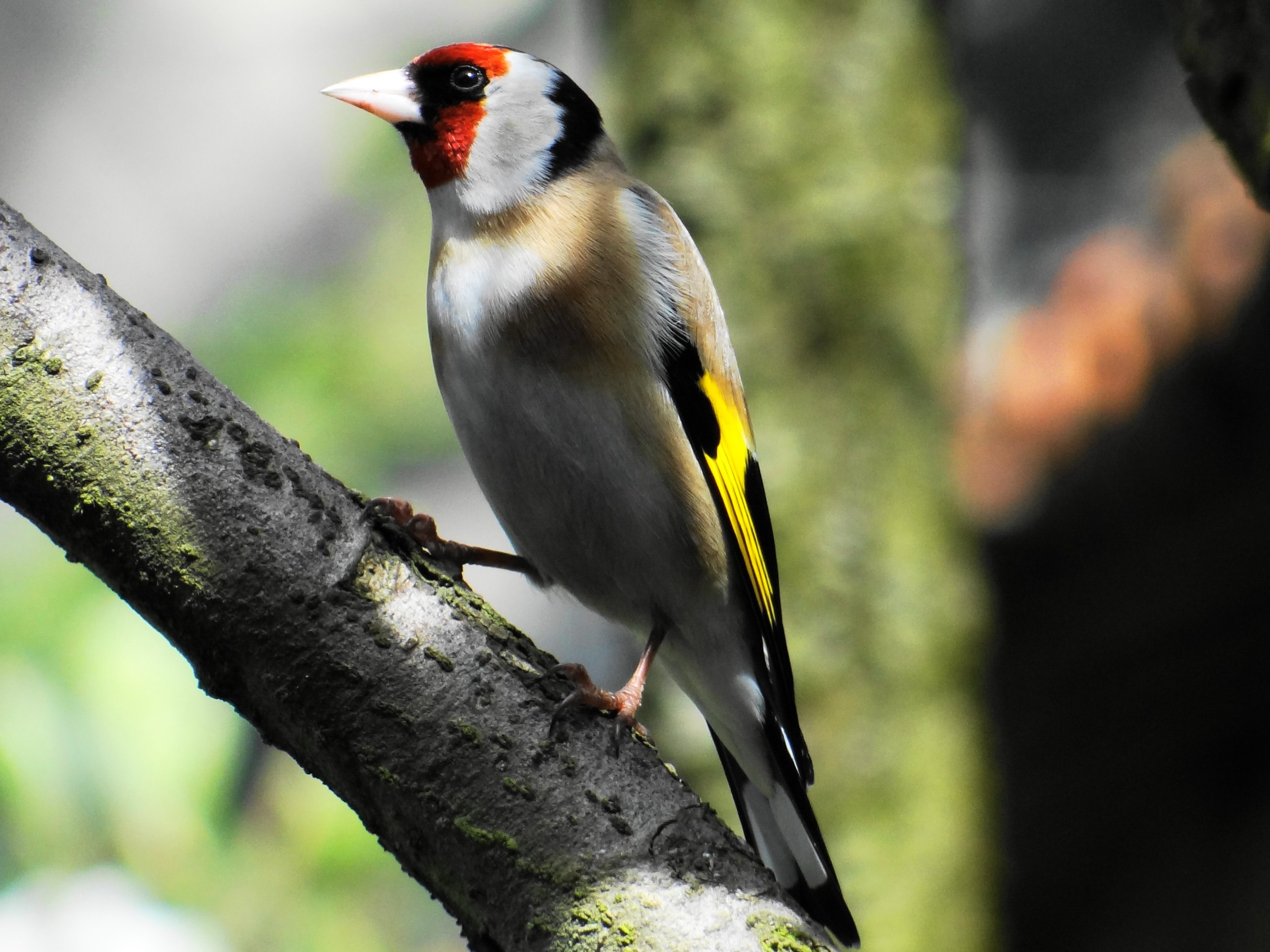
Chardonneret (Maknine مقنين) mâle.

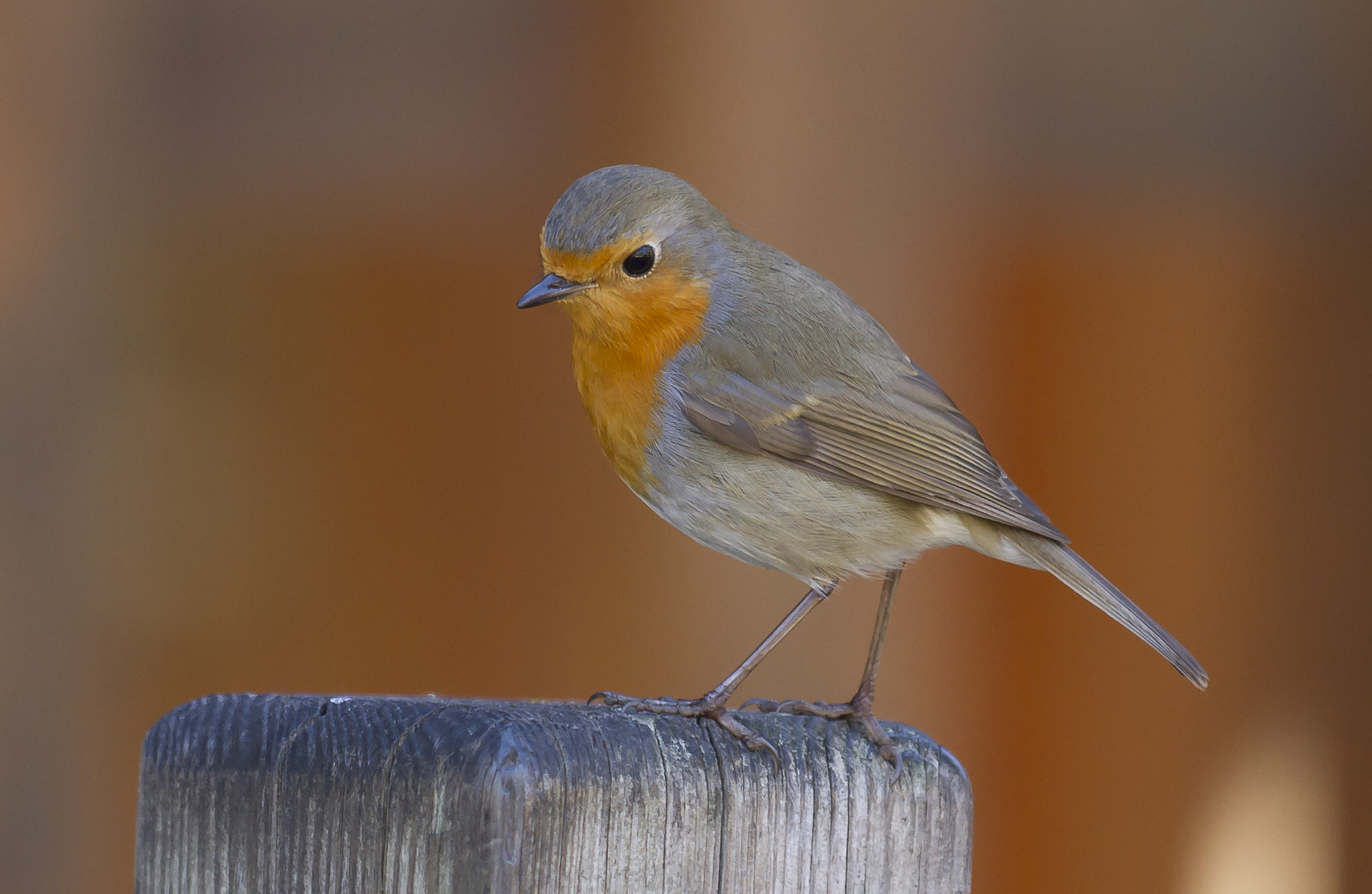
Rouge-gorge (El Ozzi العزي).

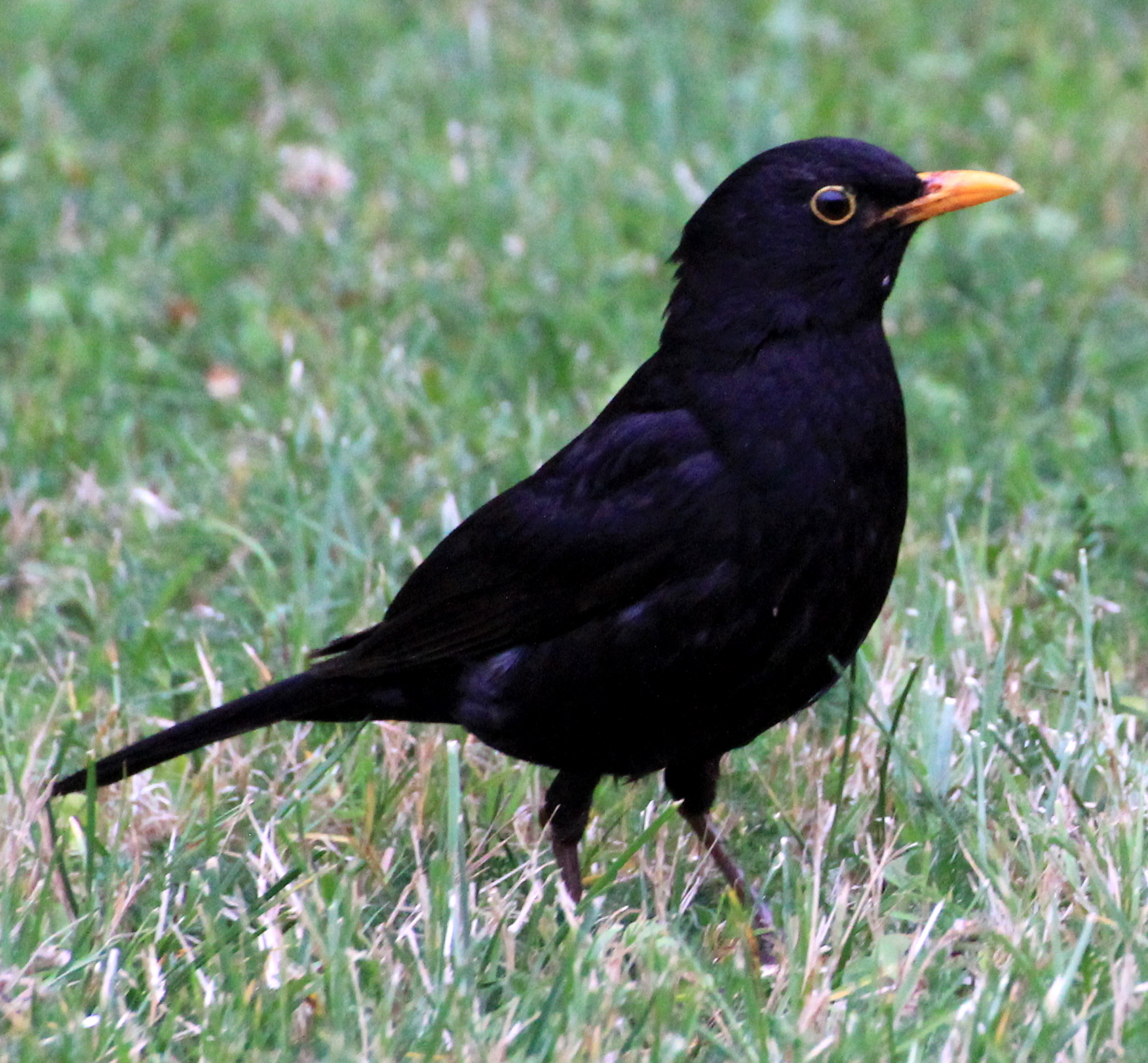
Merle noir (Zitout زيطوط).

Plusieurs espèces de passereaux nichent durablement dans la wilaya d'Alger, dont le moineau, chardonneret, le rouge-gorge et le merle noir.
Le moineau est le plus commun des passereaux sédentaires de ville dans la wilaya. Il y est appelé "Zaouèche زاوش", comme dans beaucoup de régions d'Algérie.
Le chardonneret est le plus commun des passereaux résidents dans la campagne dans la wilaya. Il y est appelé "Maknine مقنين" comme dans beaucoup de régions d'Algérie.
Le rouge-gorge familier est un passereau résident commun dans la campagne dans la wilaya d'Alger. Il y est appelé "El Ozzi العزي" comme dans beaucoup de régions d'Algérie.
Le merle noir est un passereaux résident commun dans la campagne dans la wilaya d'Alger. Il y est appelé "Zitout زيطوط", comme dans beaucoup de régions de l'Algérie.

#### Colombidés

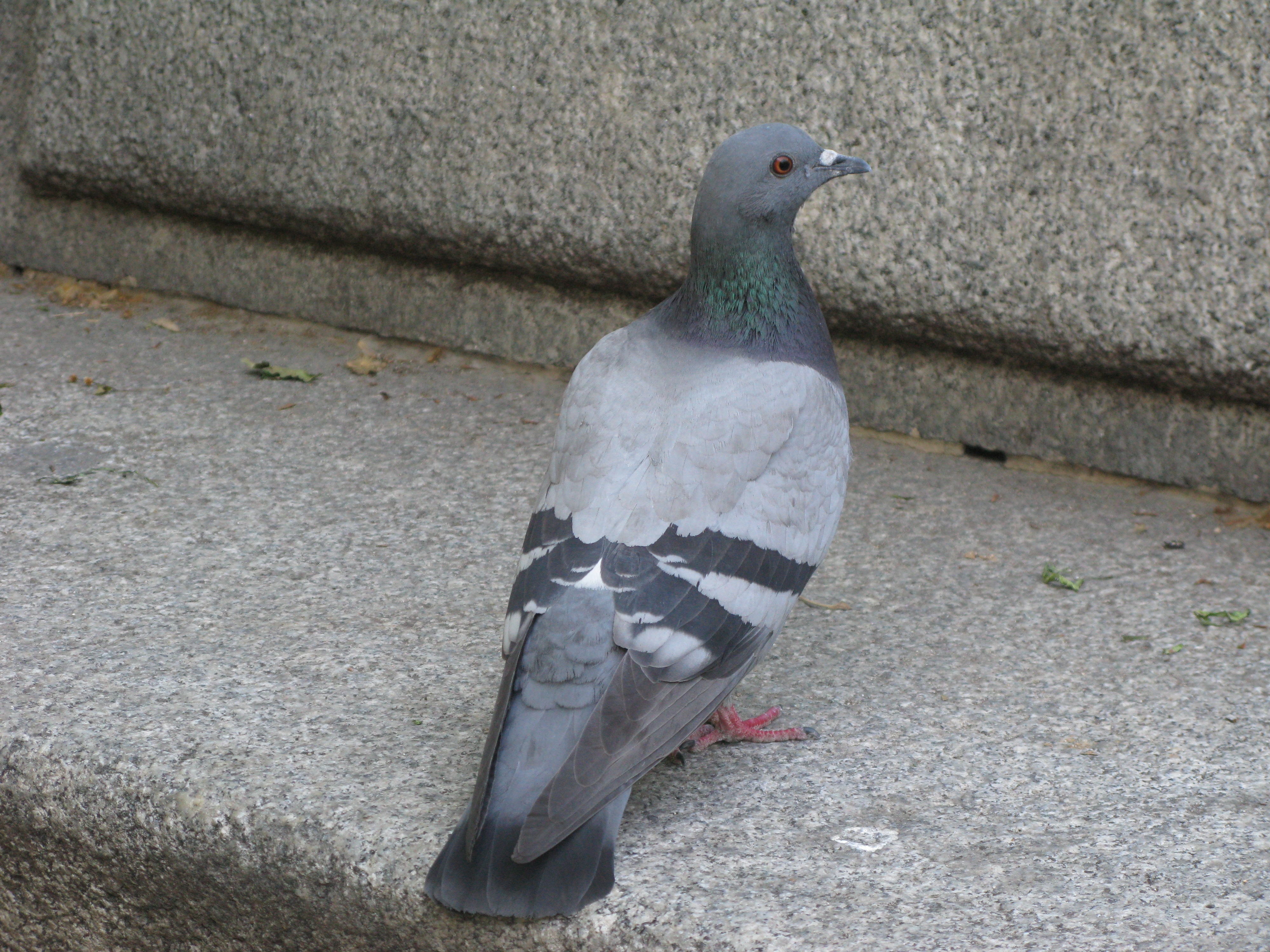
Pigeon biset (mâle: Goumri قمري) ou (femelle: Hmama حمامة).

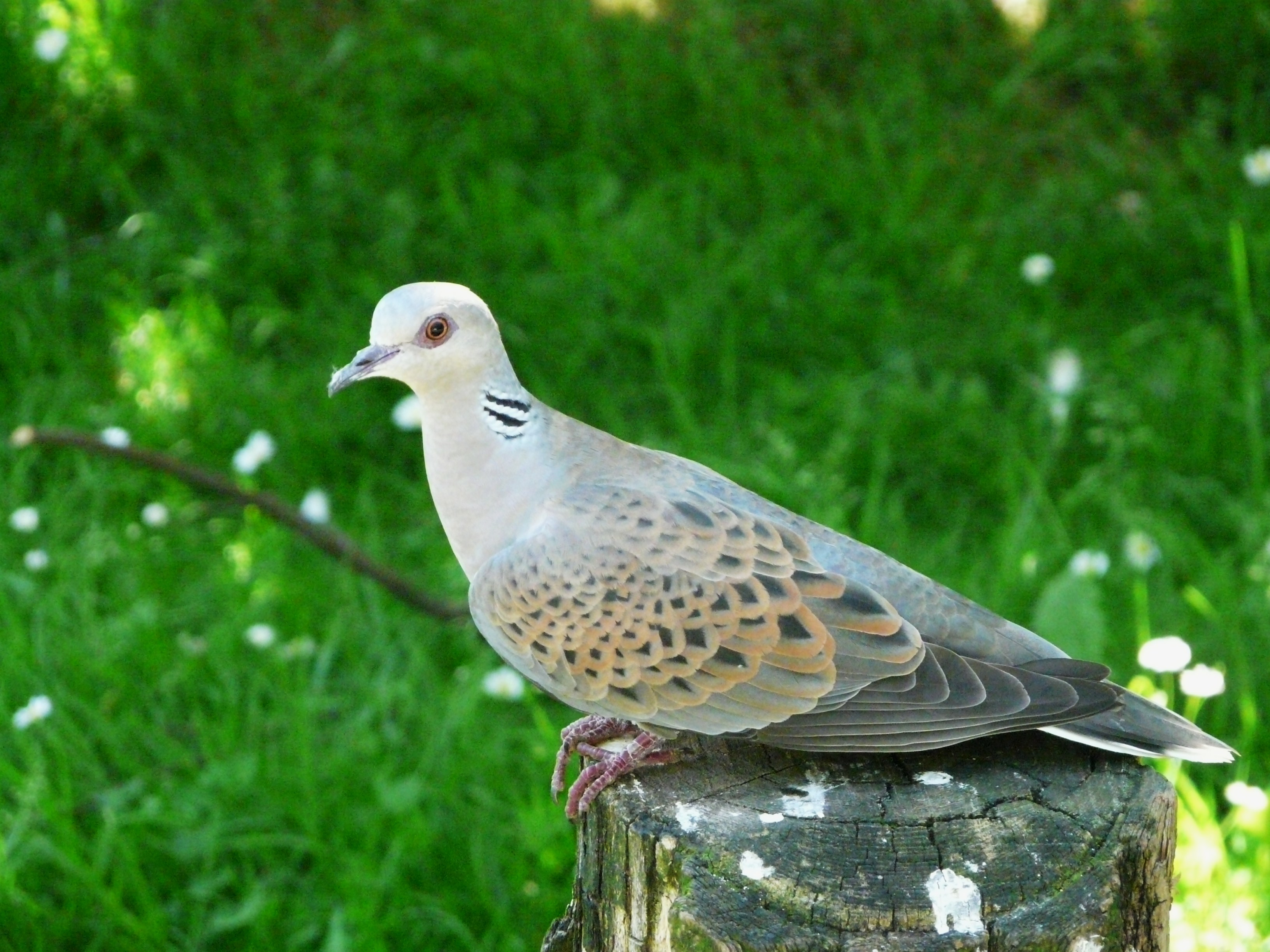
Tourterelle des bois (Taoutaoua طوطاوة).

Plusieurs espèces d'oiseaux colombidés évoluent en permanence dans la wilaya d'Alger, dont le pigeon biset et la tourterelle des bois.
Le pigeon biset est le plus commun des colombidés sédentaires de ville dans la wilaya. Le mâle est appelé "Goumri قمري" et la femelle "Hmama حمامة", comme dans beaucoup de régions de l'Algérie.
La tourterelle des bois est le plus commun des colombidés sédentaires dans la campagne et les ruisseaux dans la wilaya. Elle y est appelée "Taoutaoua طوطاوة" comme dans beaucoup de régions de l'Algérie.

#### Autres oiseaux

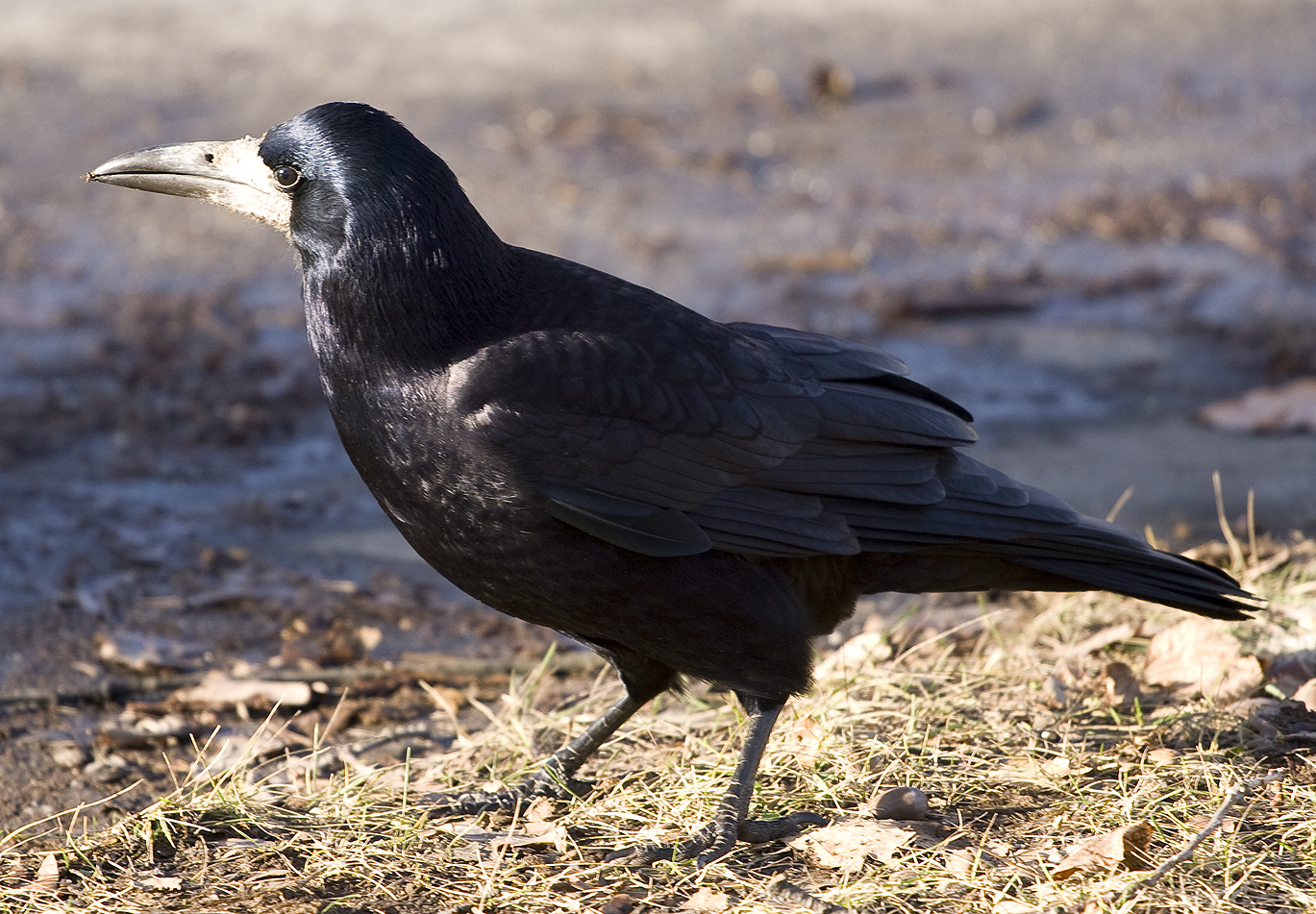
Corbeau freux (Corvus frugilegus) "Ghrabe غراب".

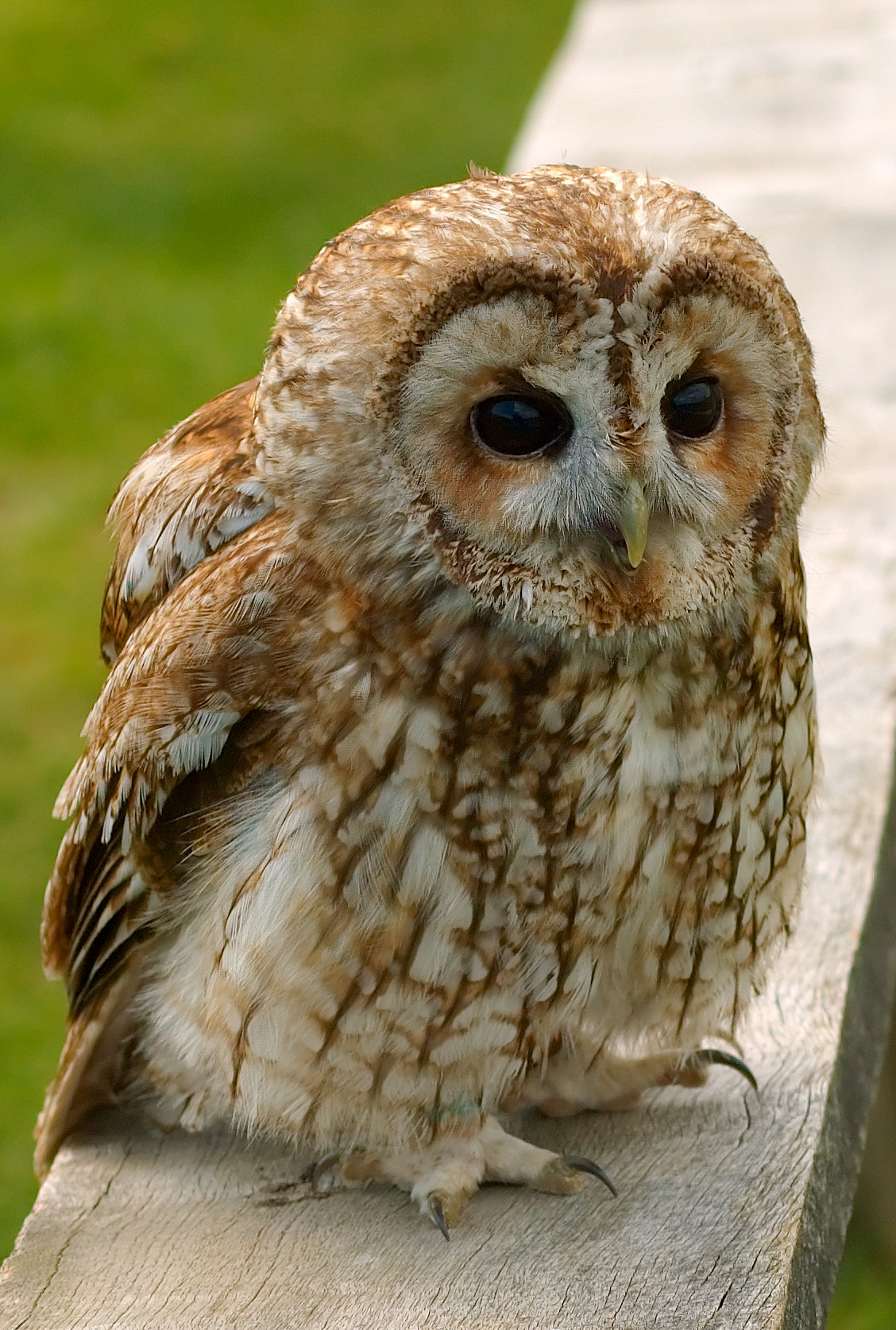
Chouette hulotte (Strix aluco mauritanica) "Bouma بومة".

Le corbeau est appelé dans la wilaya d'Alger "Ghrabe غراب" comme dans beaucoup de régions de l'Algérie. C'est le corbeau freux que l'on rencontre à Alger : il est localement appelé "Ghrabe El Kaydhe غراب القيظ".
La Chouette hulotte (Strix aluco mauritanica) est appelée dans la wilaya d'Alger "Bouma بومة" ou "Hama هامة", comme dans beaucoup de régions de l'Algérie.

### Oiseaux migrateurs
Plusieurs oiseaux migrateurs viennent visiter périodiquement la wilaya d'Alger.

#### Cigogne blanche

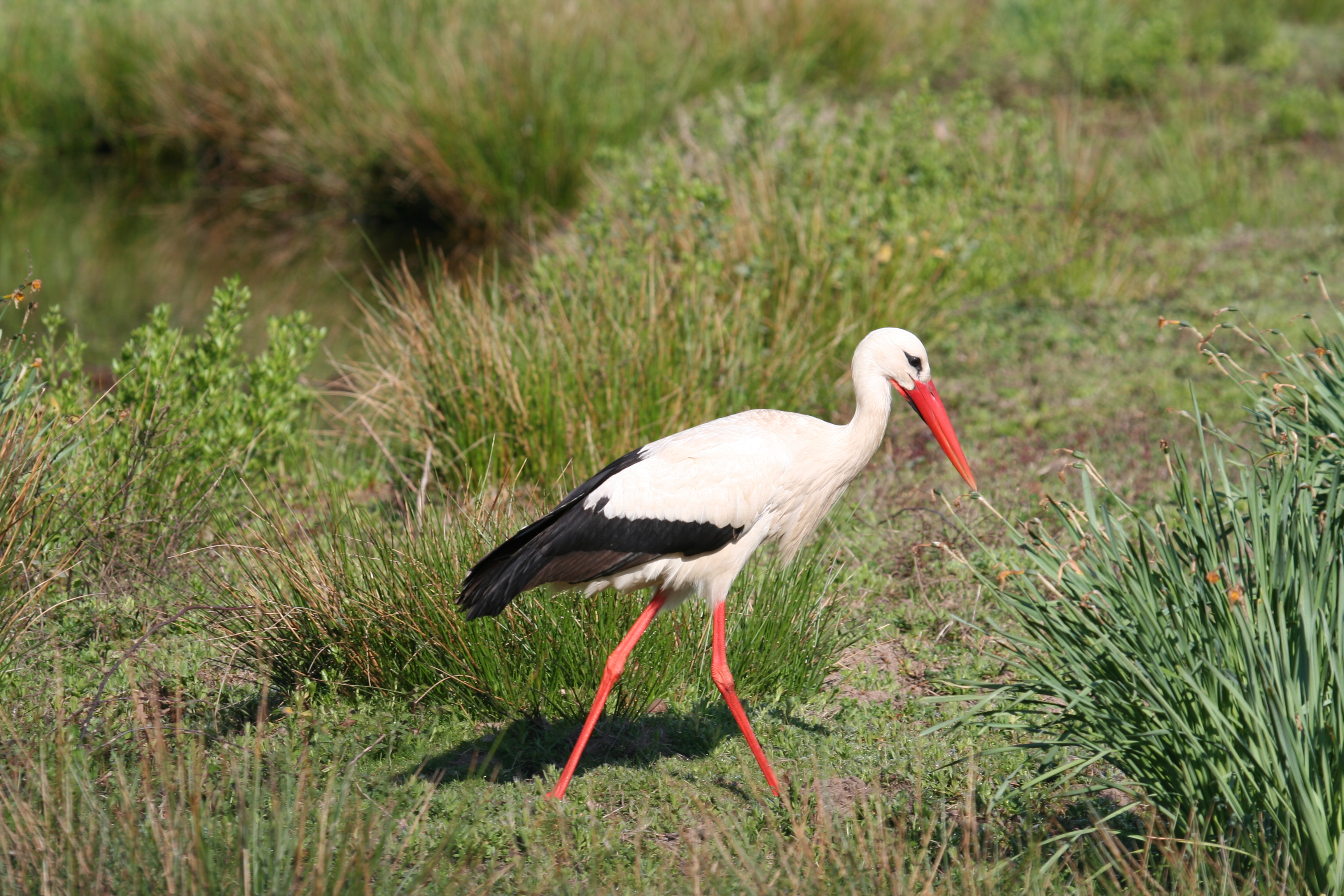
Cigogne (Bellarèdje بلارج).

Dans la wilaya d'Alger, la cigogne blanche est le symbole des oiseaux migrateurs. Elle y est appelée "Bellarèdje بلارج" comme dans beaucoup de régions de l'Algérie. 
Les dates d'arrivée de la cigogne blanche dans la wilaya d'Alger sont étalées de la fin du mois de janvier au début du mois de février. Les dates de son départ sont enregistrées de la mi-juillet à la mi-août.
Les dates d'arrivée et de départ de la cigogne blanche dans la wilaya d'Alger fluctuent dans des intervalles allant jusqu'à plus de 20 jours.
La répartition et la reproduction de la Cigogne blanche dans le nord du pays est influencé par les variations des conditions climatiques. Des études ont montré aussi que  l’installation des nids a été affectée par la disponibilité en ressource alimentaire et le dérangement.

#### Étourneau sansonnet

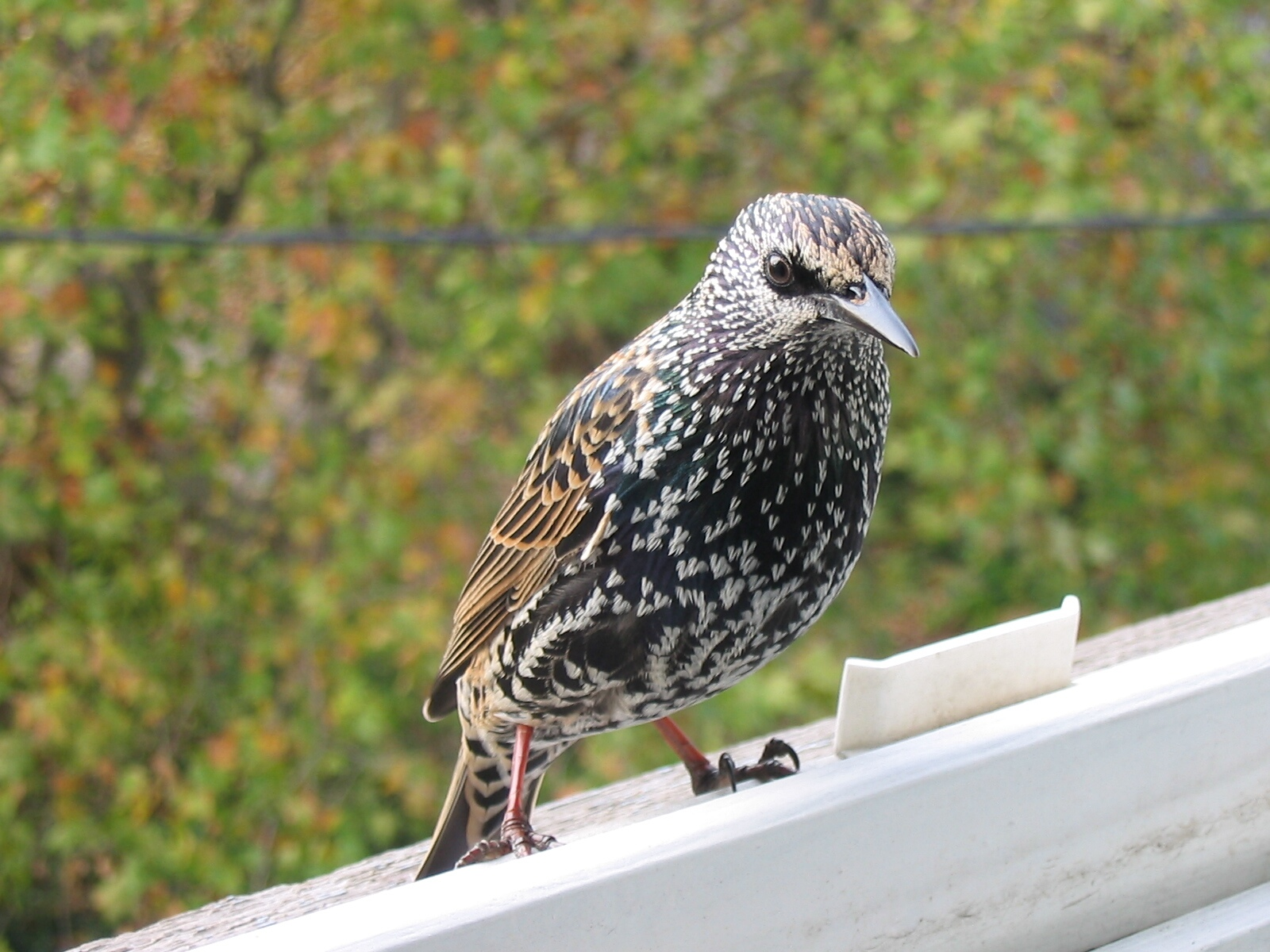
Étourneau (Zarzour زرزور).

C'est l'étourneau sansonnet que l'on voit arriver à chaque début d'hiver dans la wilaya d'Alger. Il y est appelé "Zarzour زرزور" comme dans beaucoup de régions d'Algérie.
Il est sédentaire en Europe du sud et de l'ouest, et ses populations migrent à la fin de l'automne vers les régions du sud méditerranéen comme l'Algérie.
Se nourrissant particulièrement d'olives, il arrive dans les montagnes la wilaya d'Alger dès le mois de novembre.
Le départ tumultueux des essaims d'étourneaux coïncide avec l’arrivée du printemps au mois de mars et la fin de la cueillette des olives. Il constitue le moment propice pour la chasse.

#### Grive musicienne

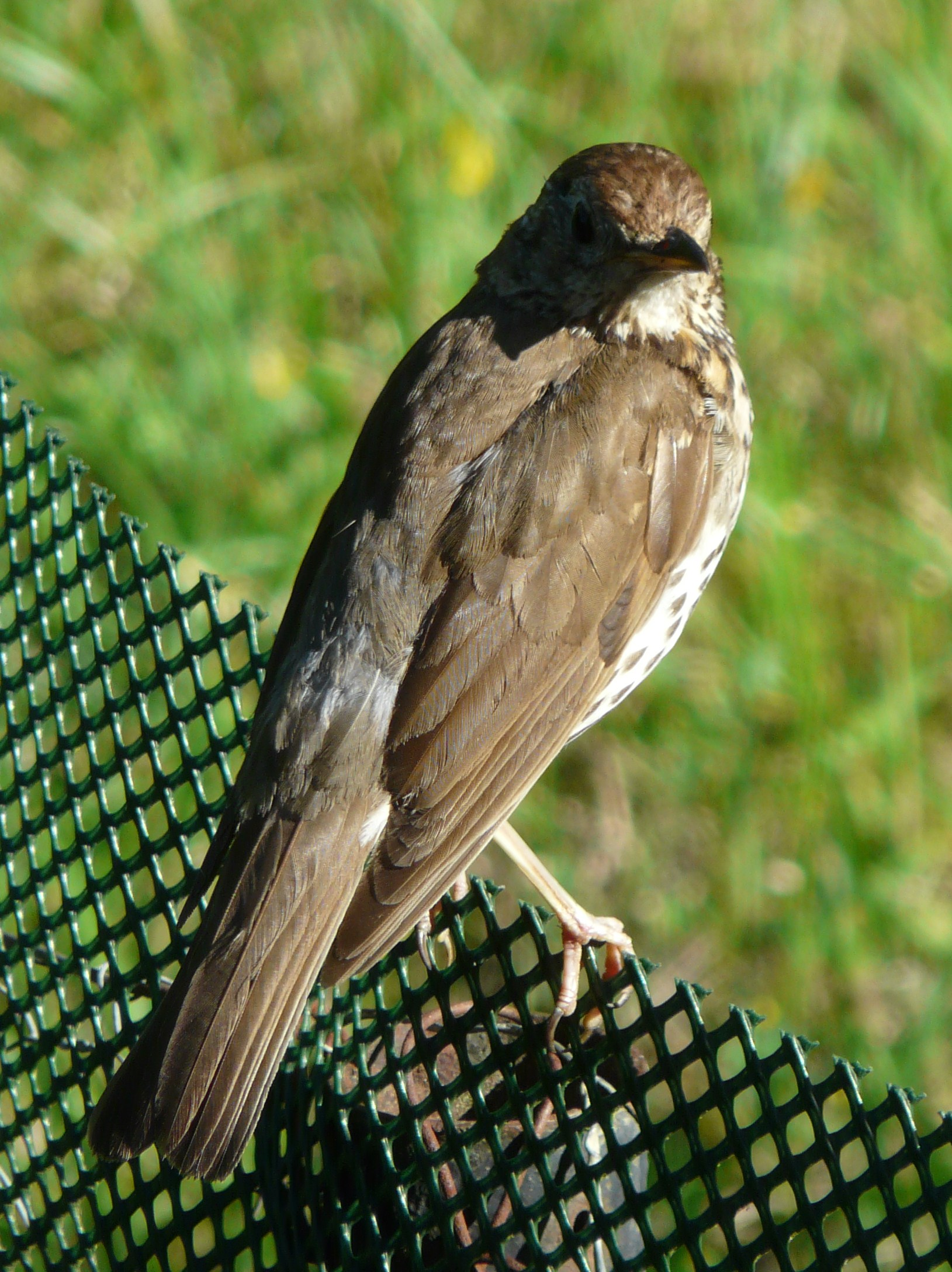
Grive musicienne (Mergou مرقو).

La grive la plus commune en Algérie et la plus petite est la grive musicienne.
Celle-ci se reproduit dans le nord de l'Europe et de l'Asie, mais hiverne en Afrique du Nord, dont l'Algérie.
Elle se retrouve partout en Kabylie pendant l'hiver, en plaine et en montagne, en forêt et dans les jardins.
La grive musicienne est appelée "Mergou مرقو" dans la wilaya d'Alger, comme dans beaucoup de régions de l'Algérie.

#### Caille des blés

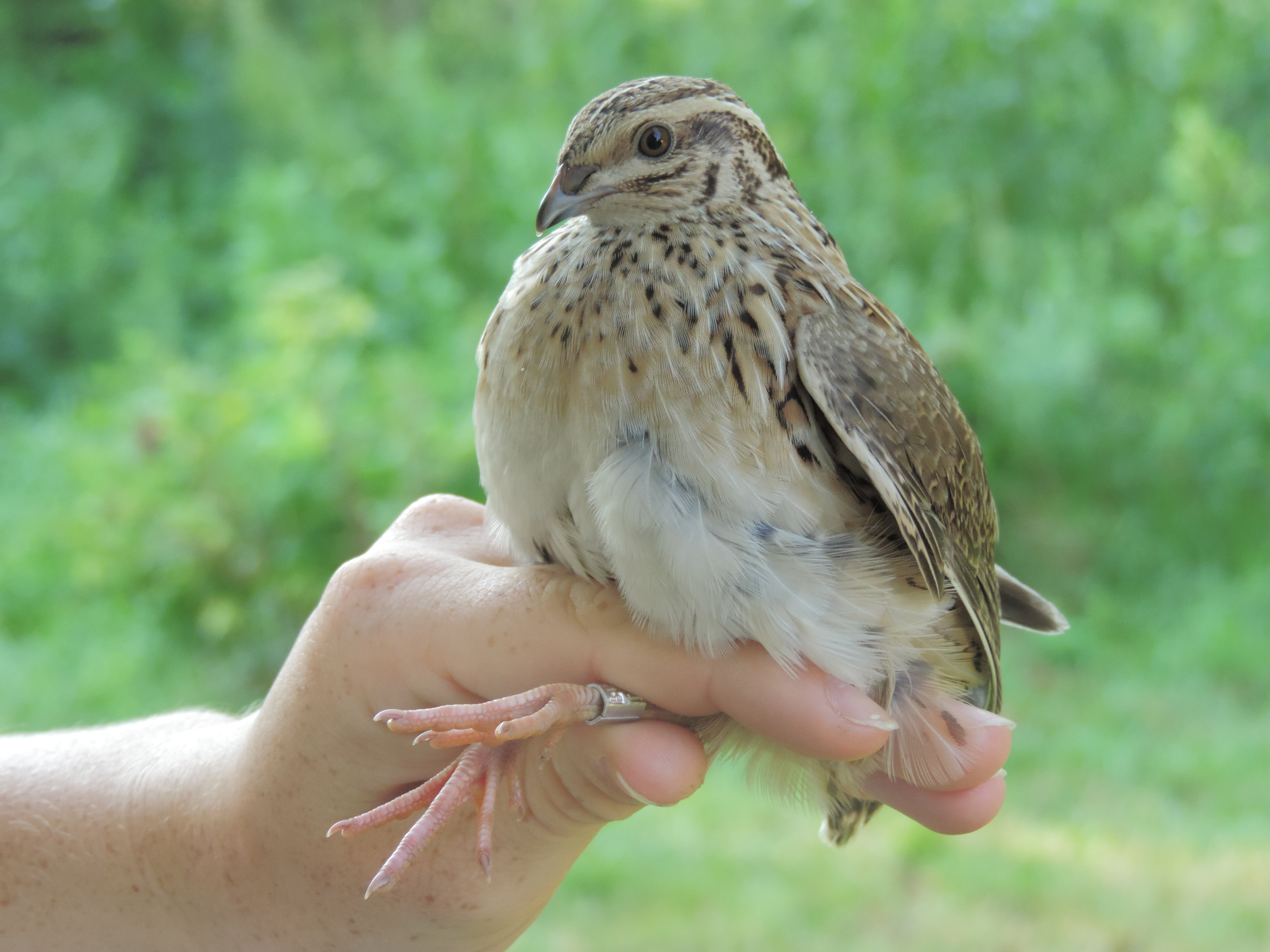
Caille des blés (Thabellafdhelth ثابلفضلث).

La caille des blés est appelée "Thabellafdhelth ثابلفضلث" dans la wilaya d'Alger comme dans beaucoup de régions de l'Algérie.
La caille des blés émigre vers l'Algérie à l'automne et revient en Europe au printemps.
Ce petit oiseau migrateur est souvent élevé pour sa chair ou ses œufs.
En hivernage dans la wilaya d'Alger, elle se nourrit souvent de fruits et de graminées.
En période de reproduction, elle consomme des invertébrés, des fourmis et de nombreuses espèces de coléoptères.

#### Épervier d'Europe

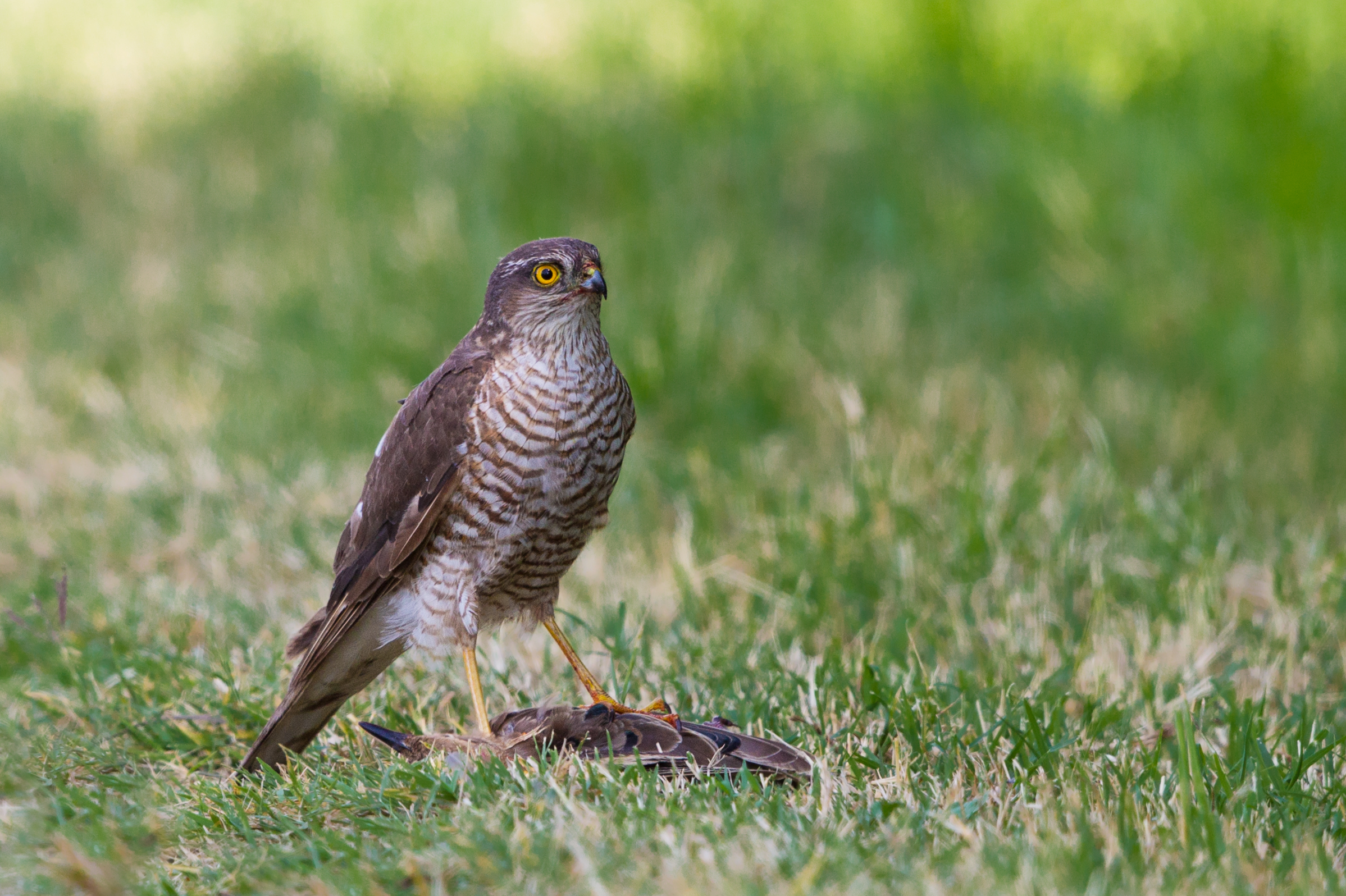
Épervier d'Europe (Bouammar بوعمار).

L'épervier d'Europe est appelé "Bouammar بوعمار" dans la wilaya d'Alger, comme dans beaucoup de régions d'Algérie.
Venant d'Europe, ces oiseaux se déplacent vers le sud à partir de la mi-août en passant les détroits de la Méditerranée pour se rendre en Afrique. Environ 1 000 oiseaux transitent par Gibraltar et 500 par le détroit du Bosphore, poussant parfois jusqu'au sud de l'Équateur.
Vivant dans les lieux boisés et montagnes de l’Atlas tellien, les oiseaux nicheurs migrateurs comme les épervier d’Europe sont en régression alarmante.

#### Hirondelle de Fenêtre

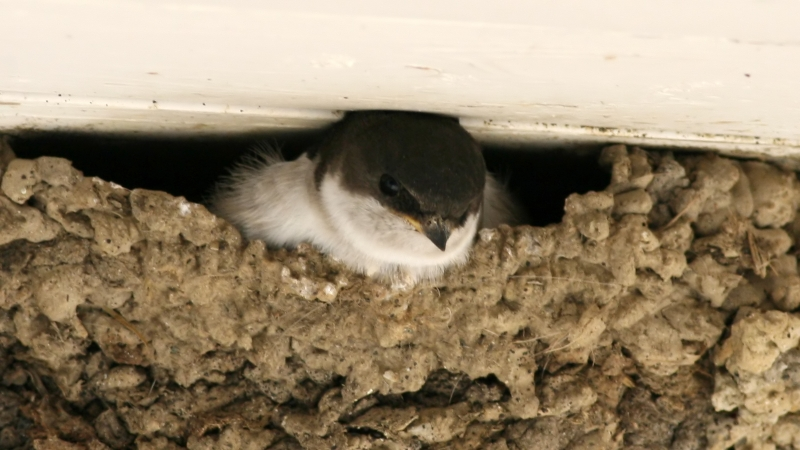
Hirondelle de fenêtre (Khouttaïfa خطايفة).

L'hirondelle de fenêtre est l'oiseau migrateur par excellence des villes algériennes. Elle est appelée "Khouttaïfa خطايفة" dans la wilaya d'Alger, et "Tiflilist" à Oran. L'installation et la reproduction des Hirondelles de fenêtre est influencée par les variations des conditions climatiques et environnementales dans la région de Mila .

## Quadrupèdes

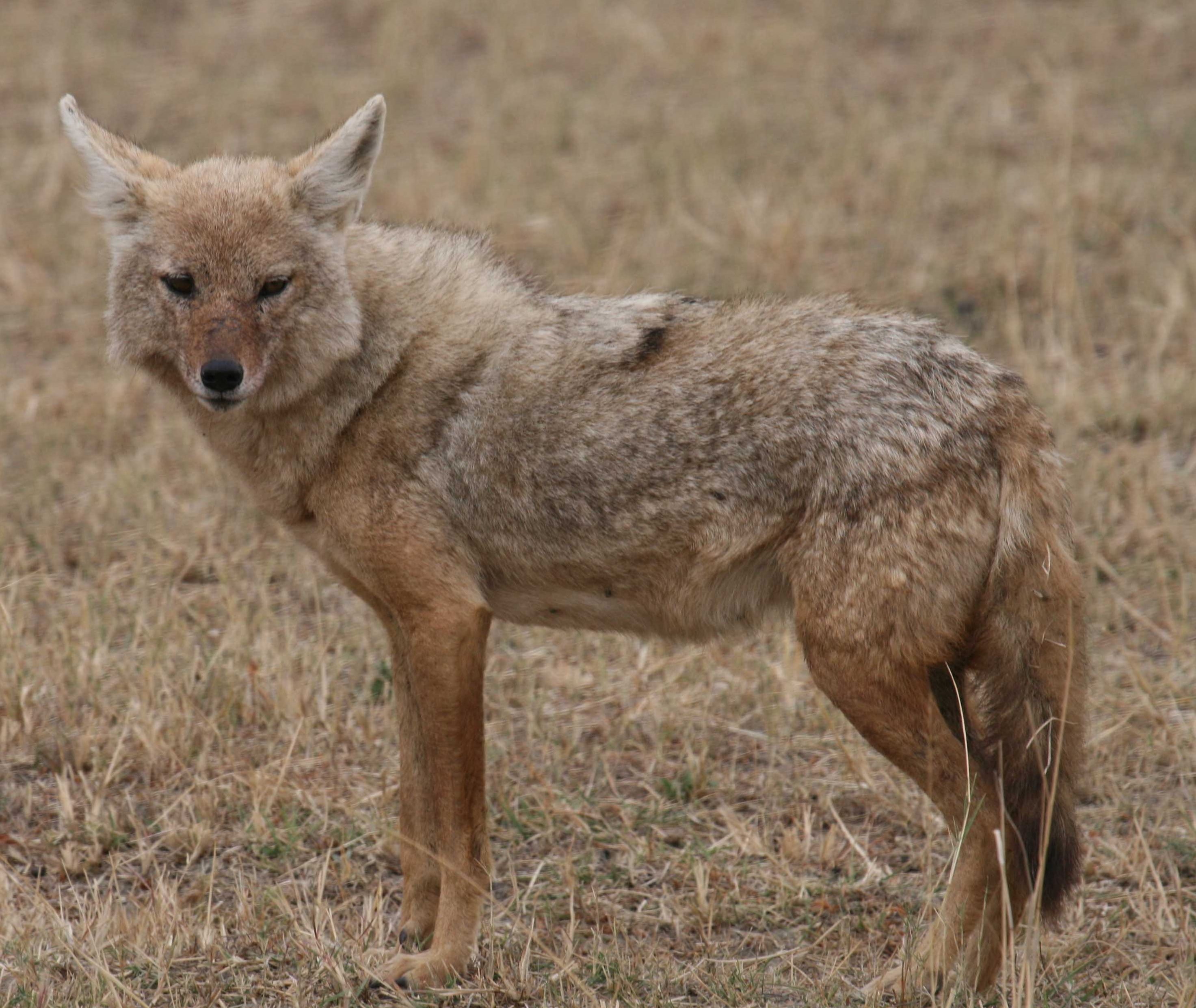
Chacal doré (Canis aureus).

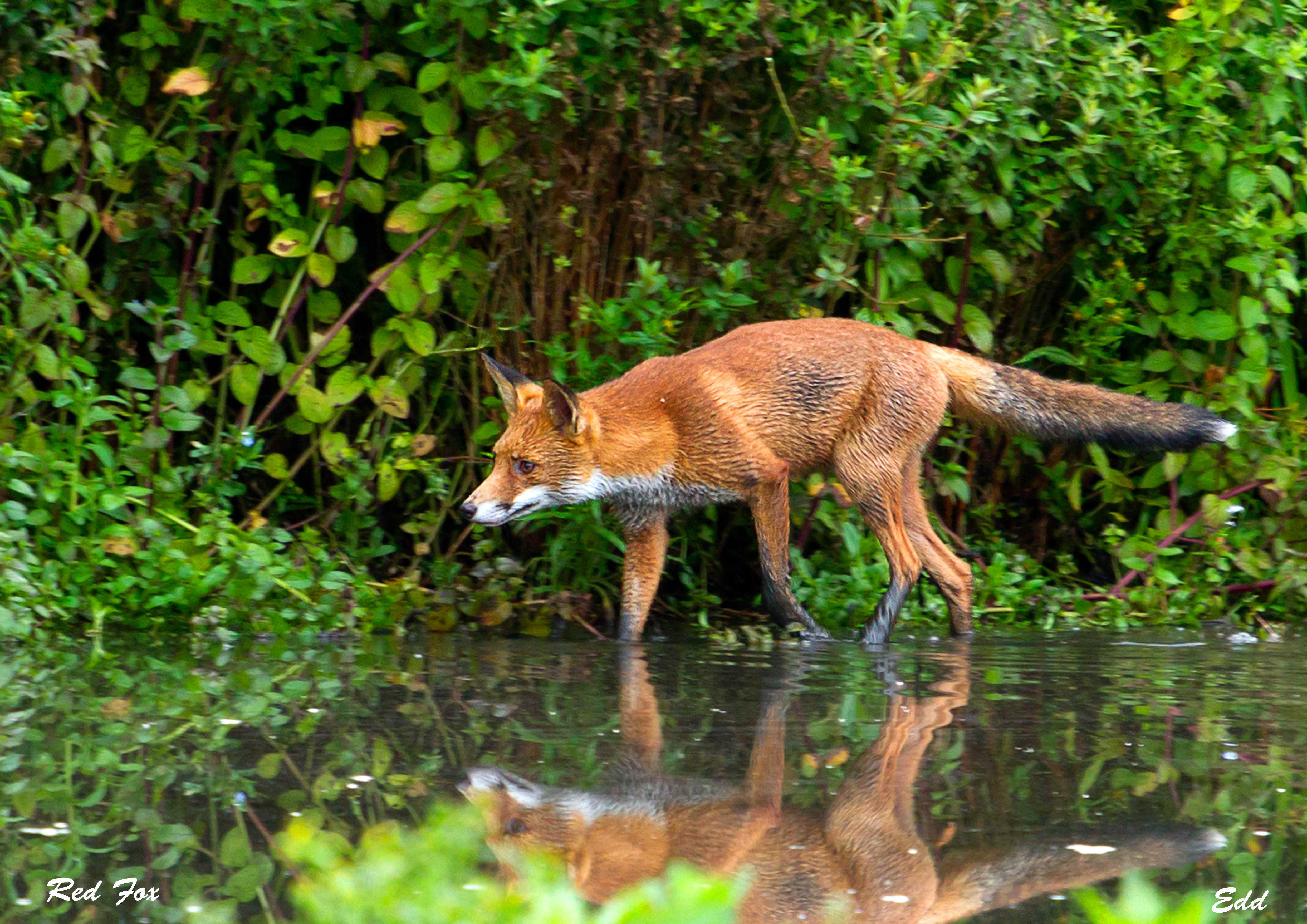
Renard roux (Vulpes vulpes).

Les mammifères sont assez bien représentés dans la wilaya d'Alger : Chacal doré, Renard roux, Mulot sylvestre, Gerbille champętre, Hyène rayée, Caracal, lièvre du cap, Lapin de garenne, Hérisson d’Algérie, et Porc-épic.
Le chacal doré (Canis aureus) et le Renard roux (Vulpes vulpes) sont présents sur la zone côtière algéroise dans la forêt de Baïnem. Ce sont deux carnivores nocturnes et discrets.

### Prédateurs éteints
Le Lion de l'Atlas s'est éteint dans toute l'Algérie au XXe siècle.
Déjà en 1837, les références bibliographiques françaises avaient mentionné son existence autour de l'actuelle wilaya d'Alger.

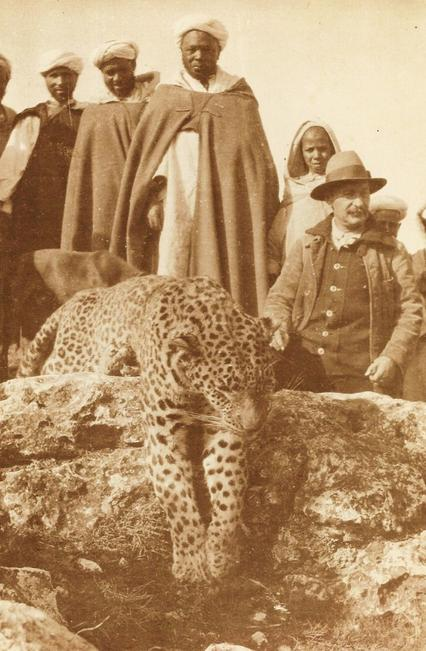
Léopard de l'Atlas.

L'ours de l'Atlas et le léopard de Barbarie, les deux autres principaux prédateurs d'Afrique du Nord, sont désormais respectivement disparu et près de l'extinction.

### Mangouste

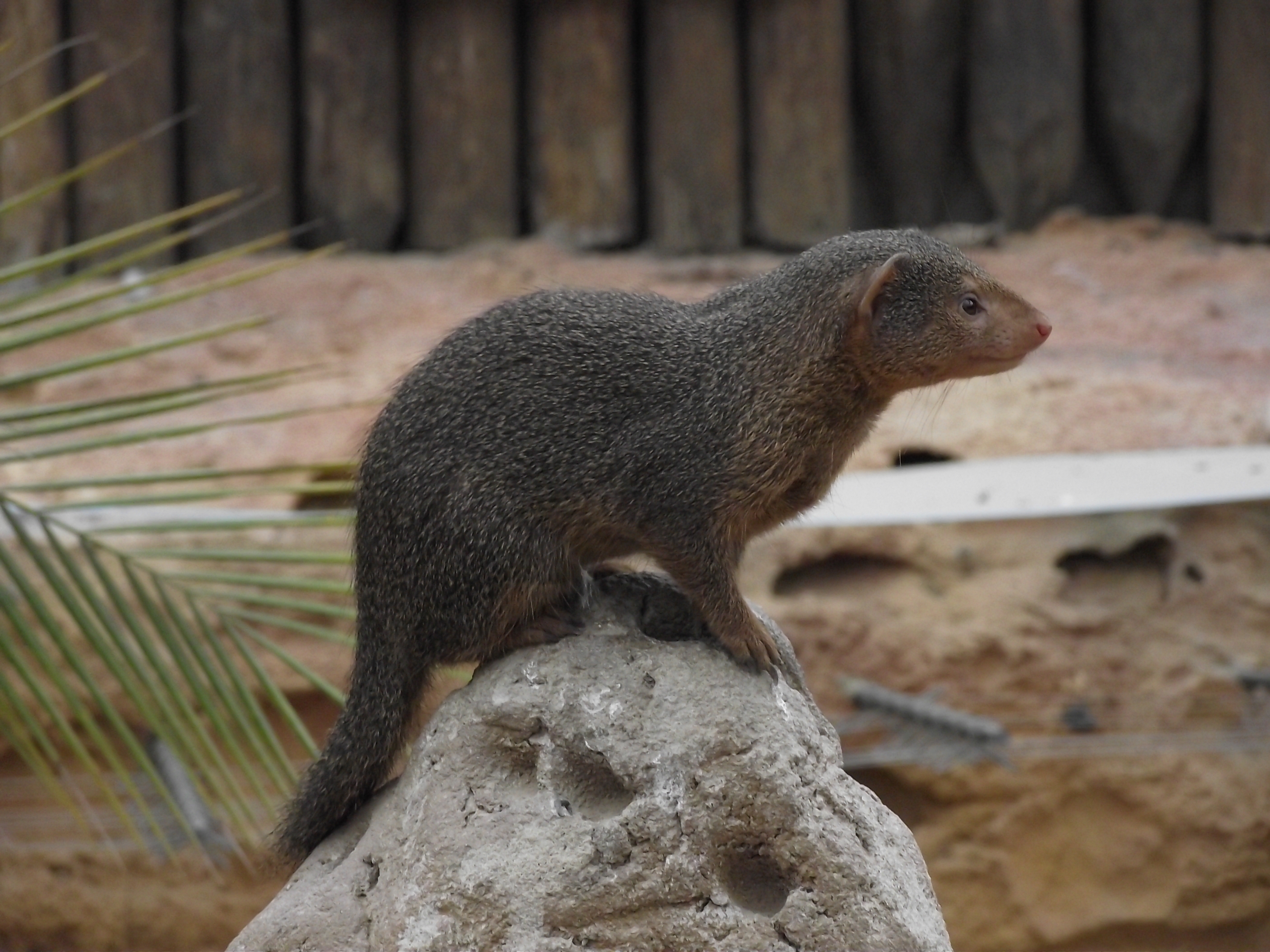
Mangouste (Zerdi زردي).

L'autre fauve réputé de la wilaya d'Alger est la mangouste. Elle est localement appelée zerdi/izerdhi en berbère.
Ses deux noms zerdi et izerdhi pour marquer l'aptitude de la mangouste à avaler sa nourriture et ses petites proies.

### Hérisson d'Algérie

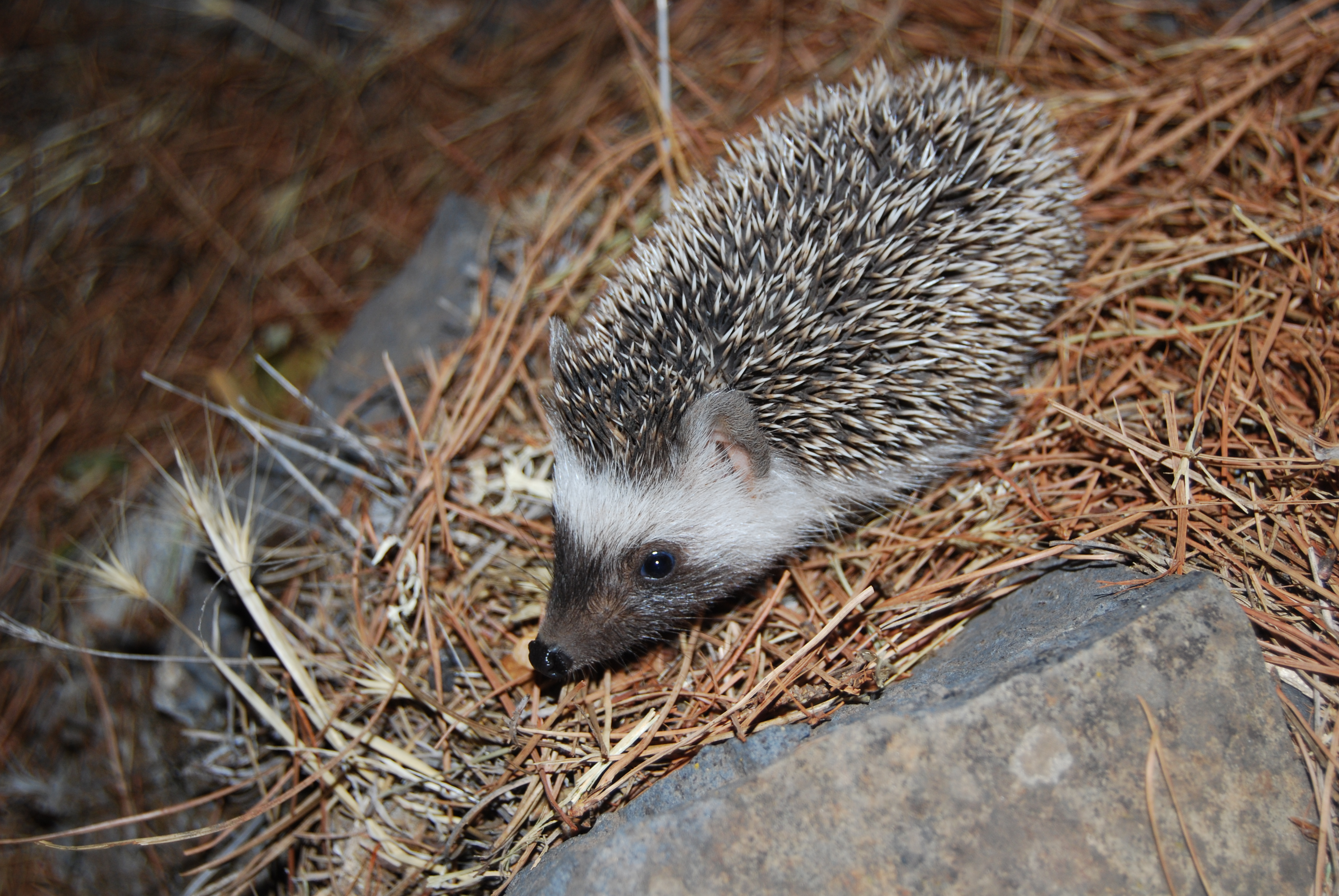
Hérisson d'Algérie (Guenfoude قنفود).

Un autre animal fréquemment rencontré dans la wilaya d'Alger est l'Hérisson d'Algérie.

### Tortue mauresque

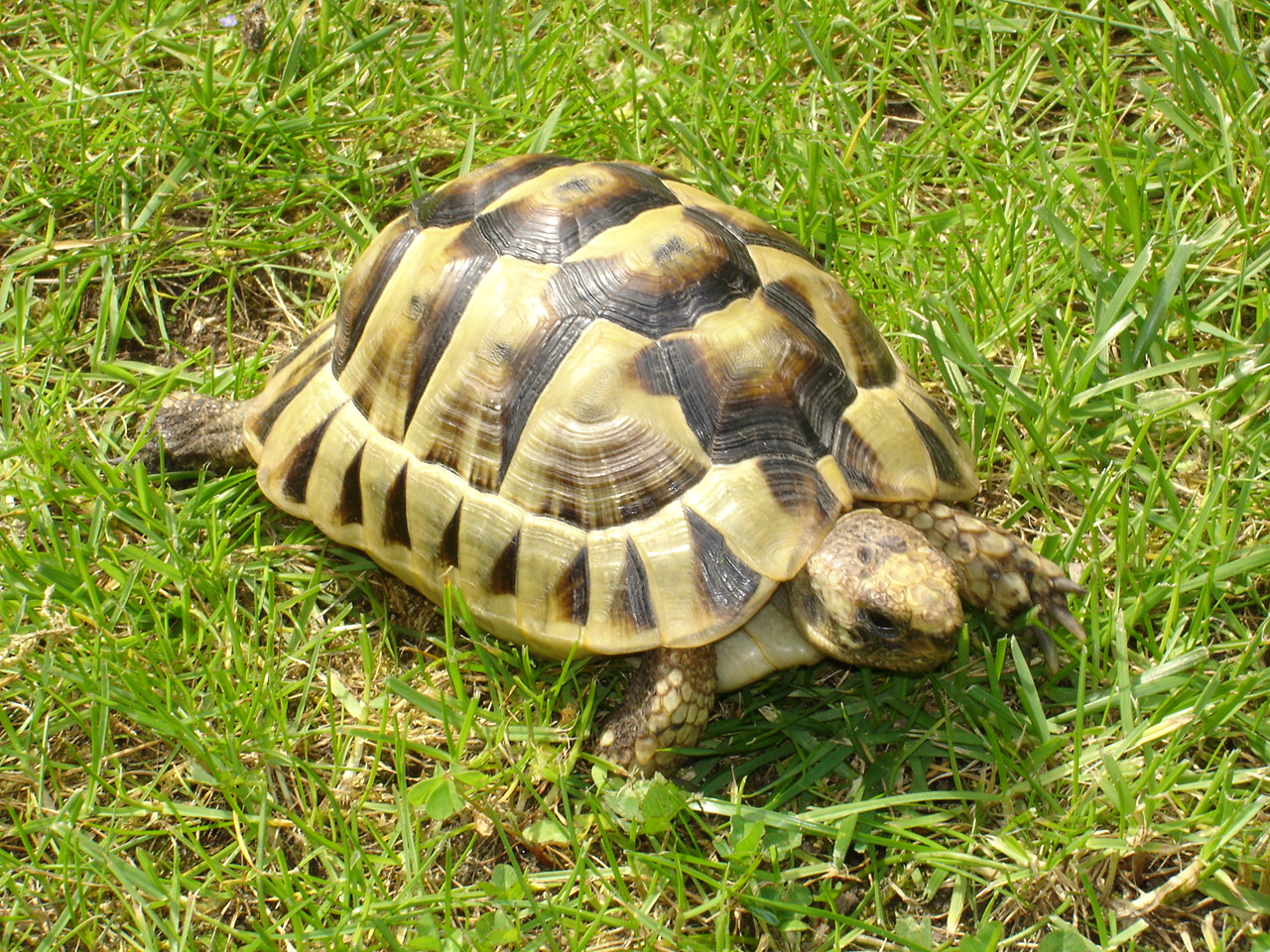
Tortue mauresque (Fakroune فكرون).

On rencontre dans la wilaya d'Alger la Tortue mauresque du Maghreb, une sous-espèce de la Tortue grecque (Testudo graeca) présente dans toute l'Afrique du Nord.
La carapace de cette tortue est brune, vert foncé à olive pale, voire jaune, avec des dessins foncés au milieu et sur la périphérie des écailles.

### Genette

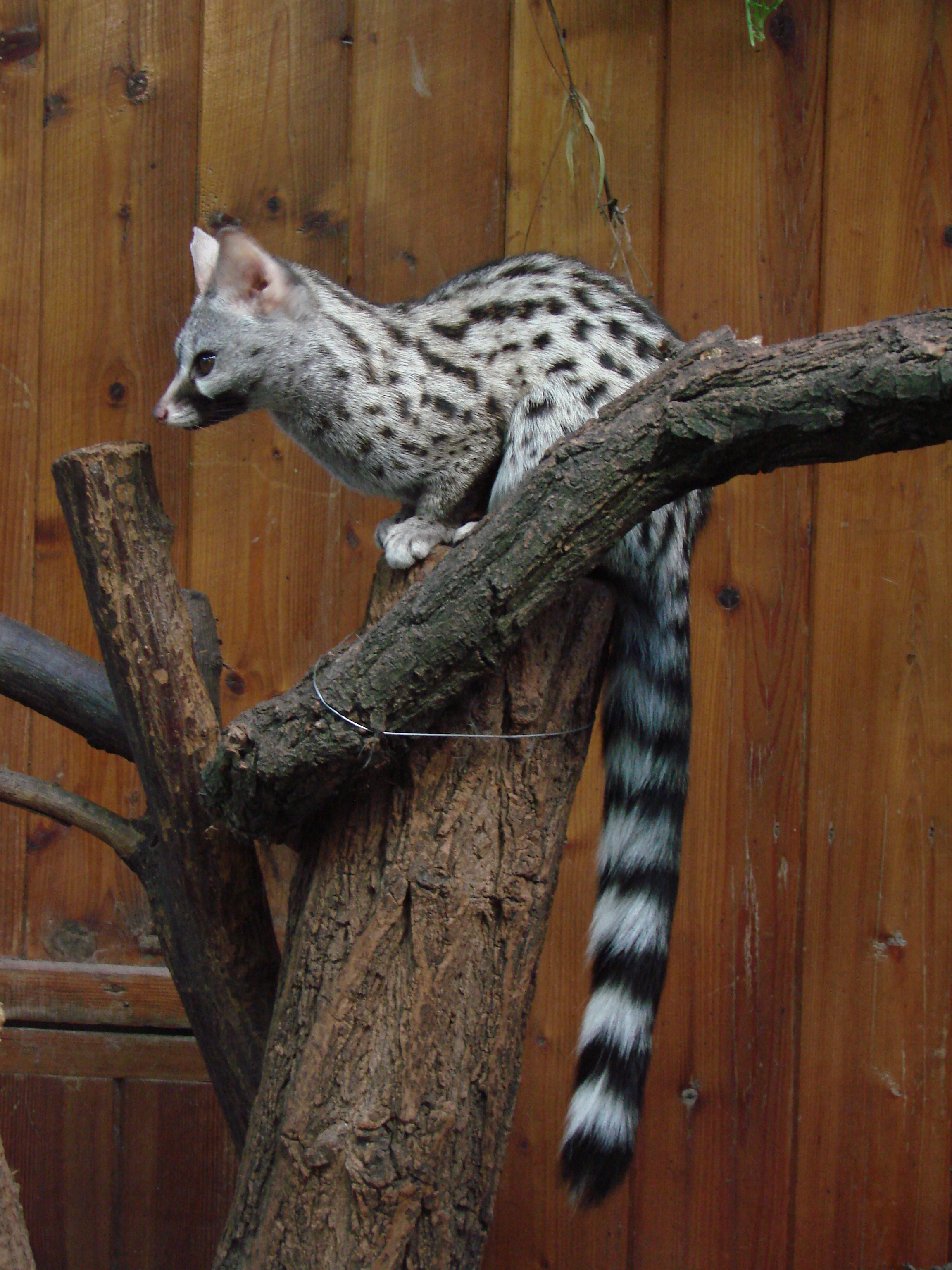
Genette (Amchiche Averrane أمشيش أفران).

La genette africaine (Genetta genetta afra) est particulièrement originaire de la zone côtière algérienne, dont fait partie la wilaya d'Alger.
C'est un mammifère carnivore nocturne et discret, de taille, couleur et morphologie qui la fait parfois confondre avec un chat.
Genette commune en langue berbère s'appelle : Ch'birdhou

### Lagomorphes et Rongeurs

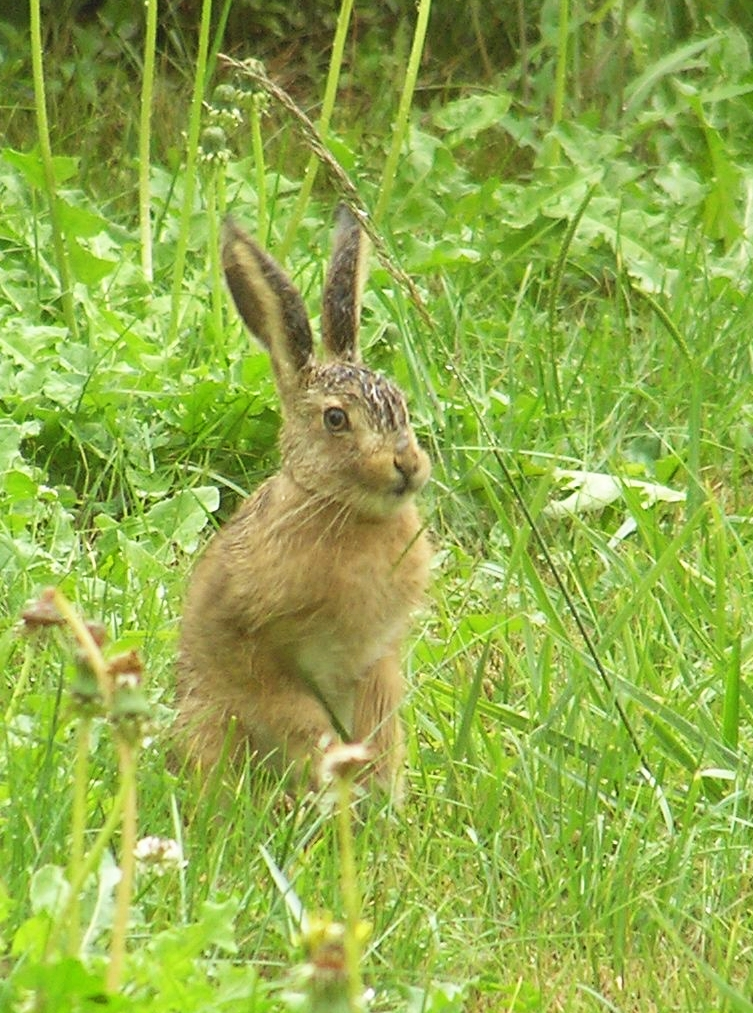
Lièvre (Gounine قنين).

Il existe trois espèces de lièvres dans la région de la wilaya d'Alger qui diffèrent par leur taille, leur coloris et leur mode de vie.
Ces 3 espèces sont le lièvre (Lepus capensis), le lièvre des buissons (Lepus saxatilis) et le lapin de garenne (Oryctolagus cuniculus).
Dans la wilaya d'Alger, ces lagomorphes font partie de la culture populaire et constituent traditionnellement un gibier de chasse recherché.

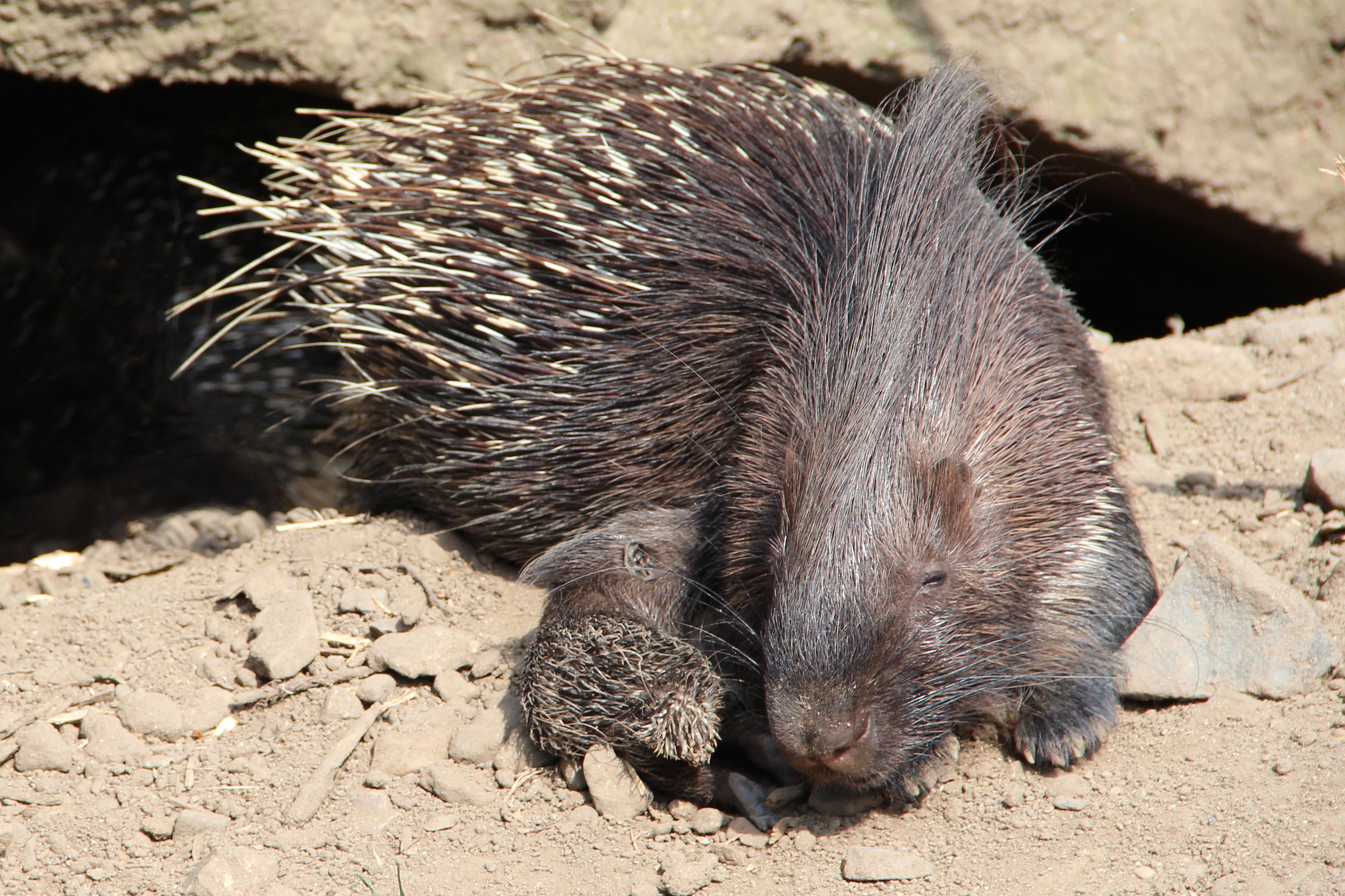
Porc-épic à crête (Dhorbane ضربان).

Le porc-épic à crête (Hystrix cristata) tolère les milieux escarpés comme ceux de la wilaya d'Alger.